# Maksymilian Kurnatowski
Maksymilian Kurnatowski (ur. 14 lutego 1898, zm. prawdop. w listopadzie 1941 w ZSRR) – major dyplomowany piechoty Wojska Polskiego.

## Życiorys
Maksymilian Kurnatowski urodził się 14 lutego 1898. Po zakończeniu I wojny światowej został przyjęty do Wojska Polskiego. Został awansowany na stopień kapitana piechoty ze starszeństwem z dniem 1 czerwca 1919. W 1923 był oficerem 81 pułku piechoty w Grodnie. W styczniu 1924 roku został przydzielony do Oddziału V Sztabu Dowództwa Okręgu Korpusu Nr III w Grodnie. W sierpniu tego roku został przeniesiony do 83 pułku piechoty w Kobryniu. Następnie odbył Kurs 1928–1930 w Wyższej Szkole Wojennej (IX promocja), uzyskując tytuł oficera dyplomowanego. Został przeniesiony do Korpusu Ochrony Pogranicza i od 1 listopada 1930 do 26 stycznia 1934 pełnił funkcję szefa sztabu Brygady KOP „Podole” w Czortkowie, po czym został przeniesiony do Dowództwa Okręgu Korpusu Nr VI we Lwowie. W późniejszych latach 30. został awansowany na stopień majora. Od kwietnia 1937 do marca 1939 służył w wywiadzie wojskowym w Moskwie, następnie był dowódcą batalionu w 76 pułku piechoty.
Po wybuchu II wojny światowej 1939 w trakcie kampanii wrześniowej pełnił funkcję referenta sztabu Armii „Prusy” i Frontu Północnego. Dostał się do niewoli radzieckiej, był więziony w obozie w Kozielsku, skąd 23 stycznia 1940 został wysłany do Moskwy, do dyspozycji 5 Wydziału GUGB NKWD. Według jednej relacji zmarł w listopadzie 1941 na obszarze ZSRR w obozie Pache.

## Ordery i odznaczenia
- Krzyż Walecznych – dwukrotnie
- Medal Niepodległości – 2 sierpnia 1931 roku „za pracę w dziele odzyskania niepodległości”[16]
- Medal Międzyaliancki